# Jacob Brønnum Scavenius Estrup
Jacob Brønnum Scavenius Estrup (16. dubna 1825, Sorø – 24. prosince 1913, Kongsdal) byl dánský politik, představitel konzervativní strany Højre, klíčová osobnost dánského politického života v druhé polovině 19. století.
Byl dánským premiérem v letech 1875–1894, souběžně držel po celou dobu post ministra financí. Navíc byl předtím ministrem vnitra (1865–1869). Post premiéra držel tak dlouho, neboť se roku 1885 rozhodl ke kontroverznímu kroku, kdy po drtivé porážce své strany ve volbách (získala jen 19 ze 102 křesel) odmítl odstoupit z funkce a vedl dalších devět let vládu bez většiny v parlamentu. Nutnost získat podporu pro klíčový rozpočtový zákon obešel tzv. provizorními rozpočty. Období 1885-1894 je proto v Dánsku nazýváno „provizorní éra“ (Provisorietiden). Mohl si to dovolit díky podpoře dánského krále Kristiána IX. a horní komory parlamentu (dnes již neexistující) zvané Landstinget, do níž polovinu členů jmenoval král. Hlavním argumentem krále i Estrupa, proč je nutno načas ponížit dolní komoru, byla potřeba vybudovat obranný val kolem Kodaně, tzv. Vestencienten.
Estrupův postup zvýšil napětí v dánské společnosti a radikalizoval některé jeho odpůrce. 21. října 1885 na něj byl spáchán atentát, který se však nezdařil. Estrup reagoval přijetím různých zákonů omezujících tisk, právo vlastnit zbraň a rozšířením pravomocí policie. Rezignoval roku 1894 po dohodě s opoziční stranou Venstre.
Již jako ministr vnitra se velmi zasloužil o rozvoj železnice v Dánsku.